# Palais von Rosen
Le palais von Rosen (en suédois : von Rosenska palatset) ou Strandvägen 55 ou Bajonetten 6 est un édifice du quartier d'Östermalm à Stockholm en Suède,

## Description
Le palais von Rosen est situé dans l'ilôt Bajonetten, à l'adresse Strandvägen 55 et Storgatan 58. 
Il a été construit entre 1895 et 1899 pour le maître d'écurie Clarence von Rosen selon les plans de l'architecte Isak Gustaf Clason. 
Isak Gustaf Clason a conçu la maison en s'inspirant des influences françaises. 
La façade de la maison est symétrique avec des groupes de fenêtres et de petits balcons pittoresques. 
Les garde-corps sont décorés avec de fins motifs floraux. 
La façade est construite en marbre. 
Les carreaux de marbre sont uniquement posées parallèlement, ce qui donne une impression de structure. 
Clarence von Rosen pratiquait l'équitation et une écurie fut construite dans la même partie de la maison que la salle des gardes.
Dans la cour arrière, une allée de calèches a été aménagée avec une petite cour. L'architecture des écuries et de la ferme diffère de la conception de la maison. 
Au lieu d’un aspect plus simple d’inspiration française, il a adopté un style d’inspiration baroque avec des arcades et des formes arrondies. Plusieurs statues ont été placées et la plus importante, une statue de cheval, a été placée au-dessus de l'arcade, qui se trouvait au-dessus de la porte.
Lorsque la maison fut terminée, elle comptait deux étages avec une hauteur de plafond impressionnante. Plus tard, la maison a été rénovée et un autre étage a été ajouté et les escaliers ont ete déplacés. 
Cela signifie qu'il ne reste plus de pièces d'origine à l'intérieur. 
La façade a été conservée tout en construisant un autre étage. La seule chose qui a changé, c'est l'emplacement de certaines décorations.
Le bien Bajonetten 6 est labellisé bleu par le Musée municipal de Stockholm, ce qui constitue la protection la plus stricte et signifie « que le bâtiment est jugé comme ayant des valeurs culturelles et historiques particulièrement élevées ».

## Galerie

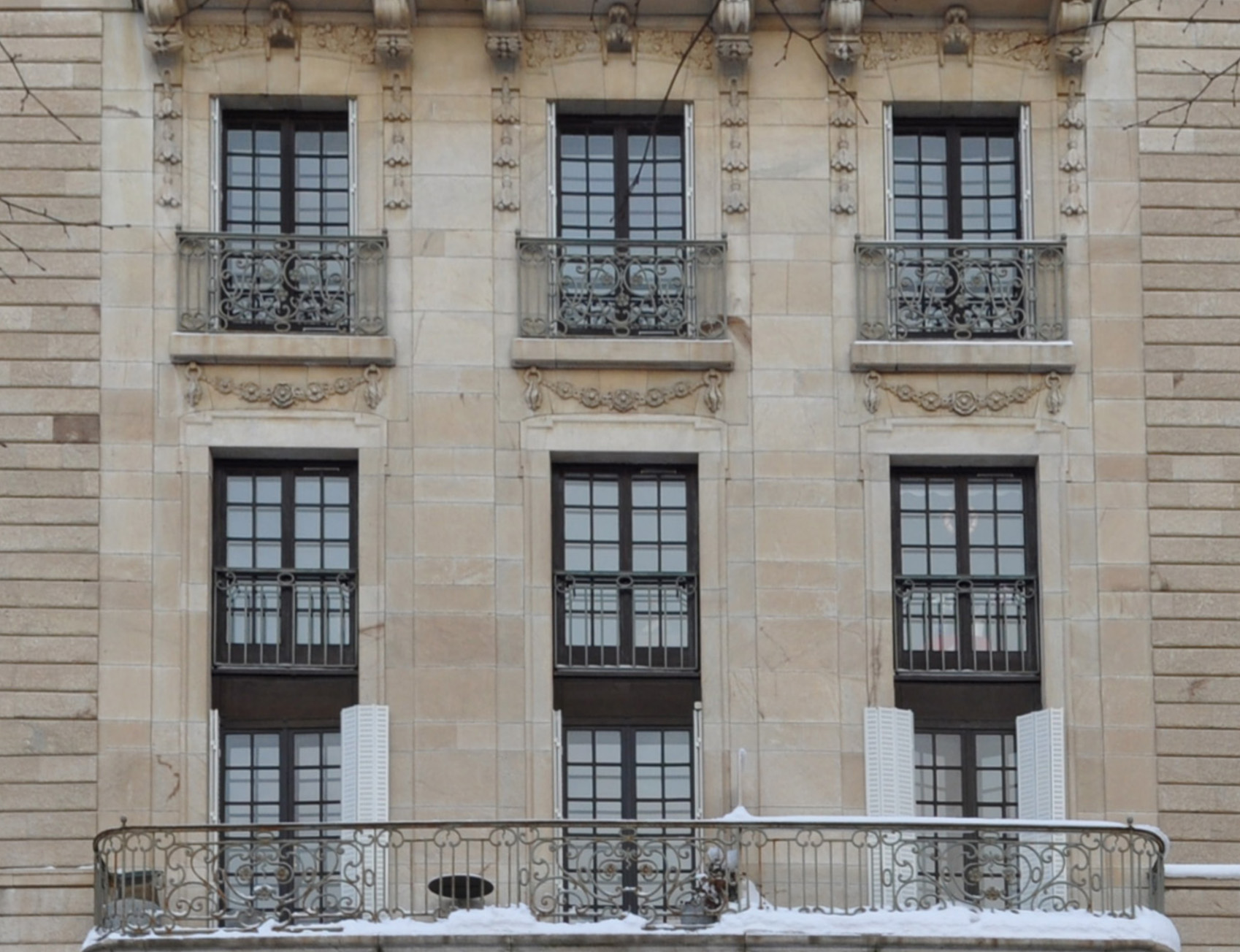
Vue de Strandvägen.
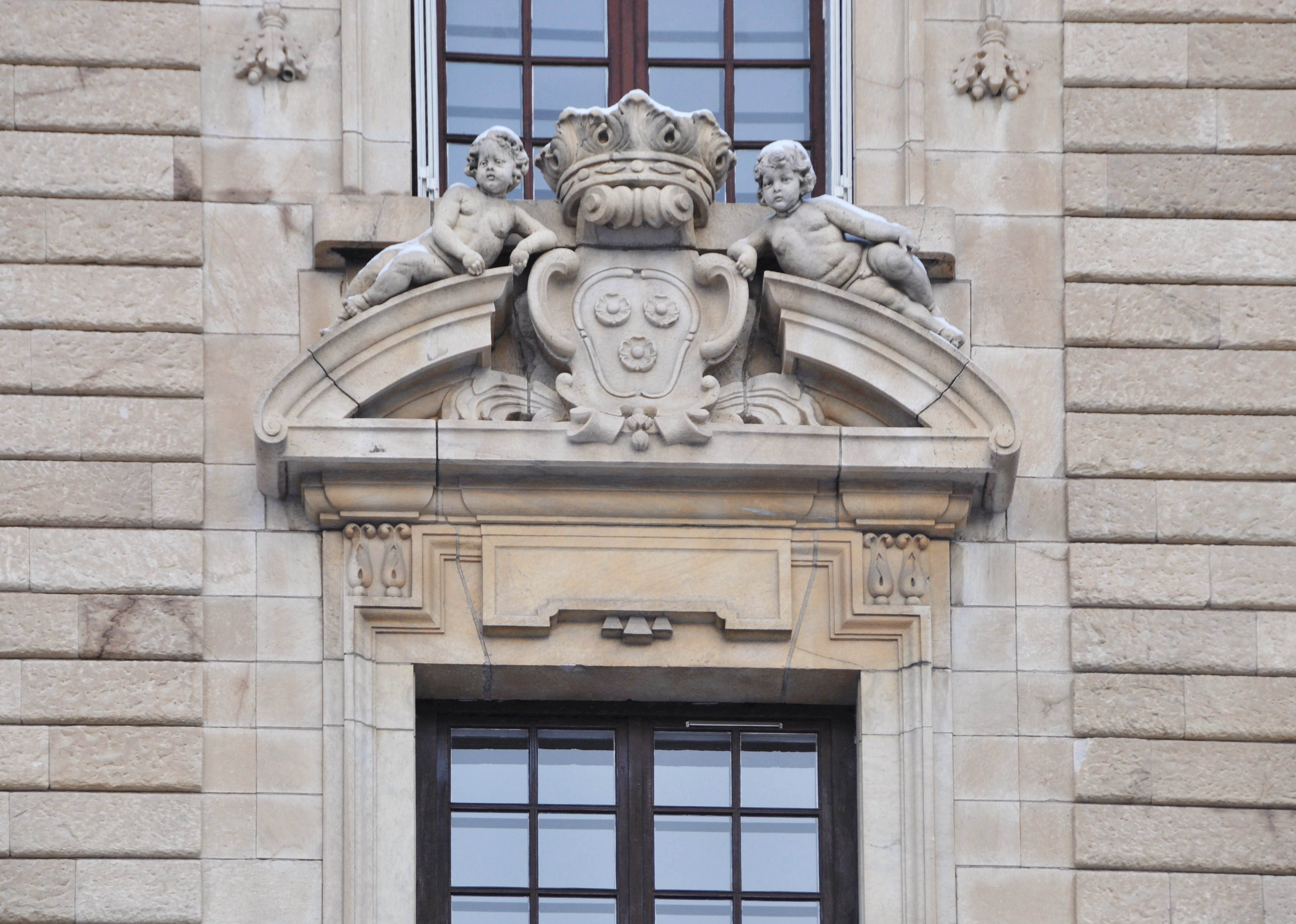
Armoiries de la famille von Rosen du côté de Strandvägen.
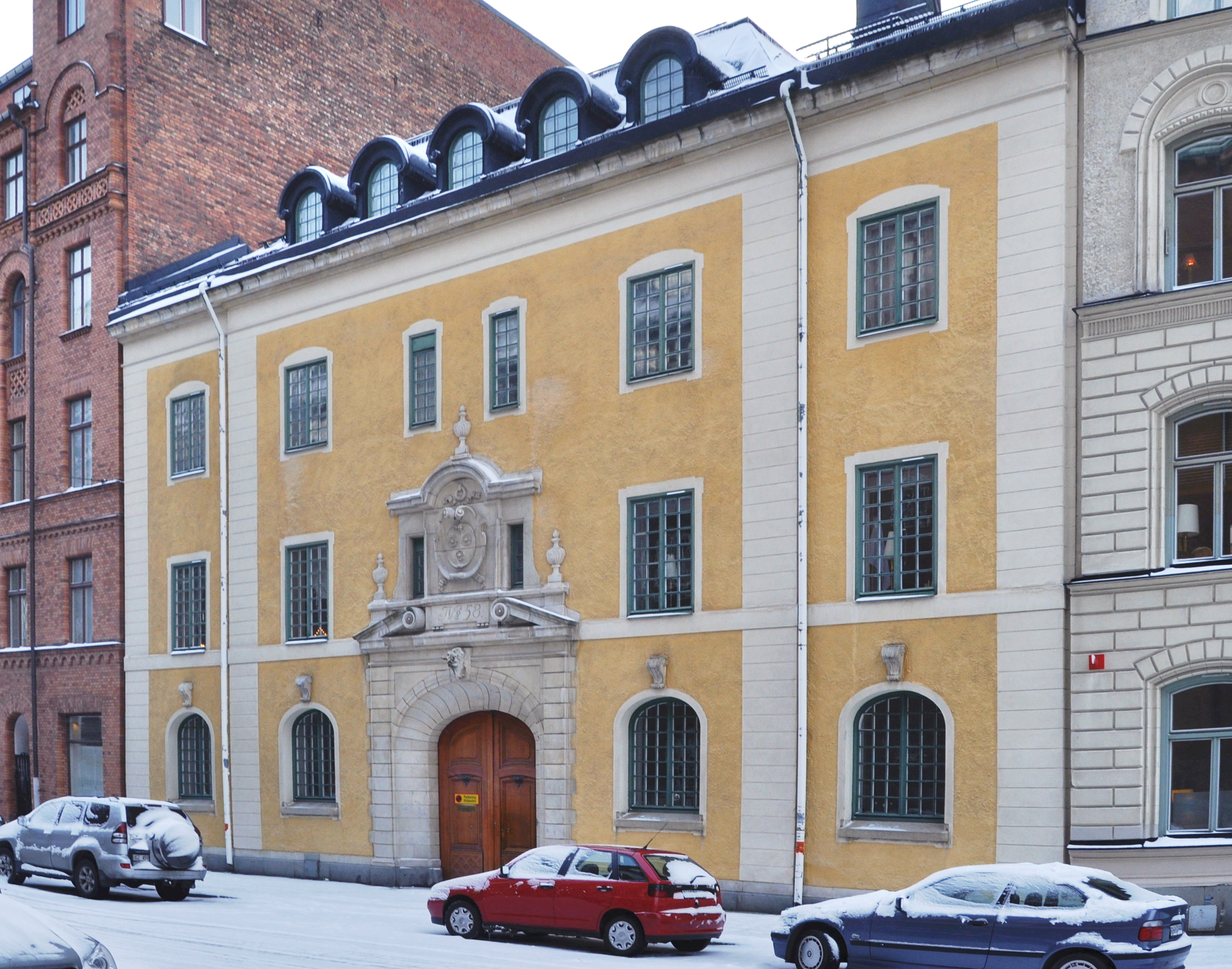
Façade du côté de Storgatan
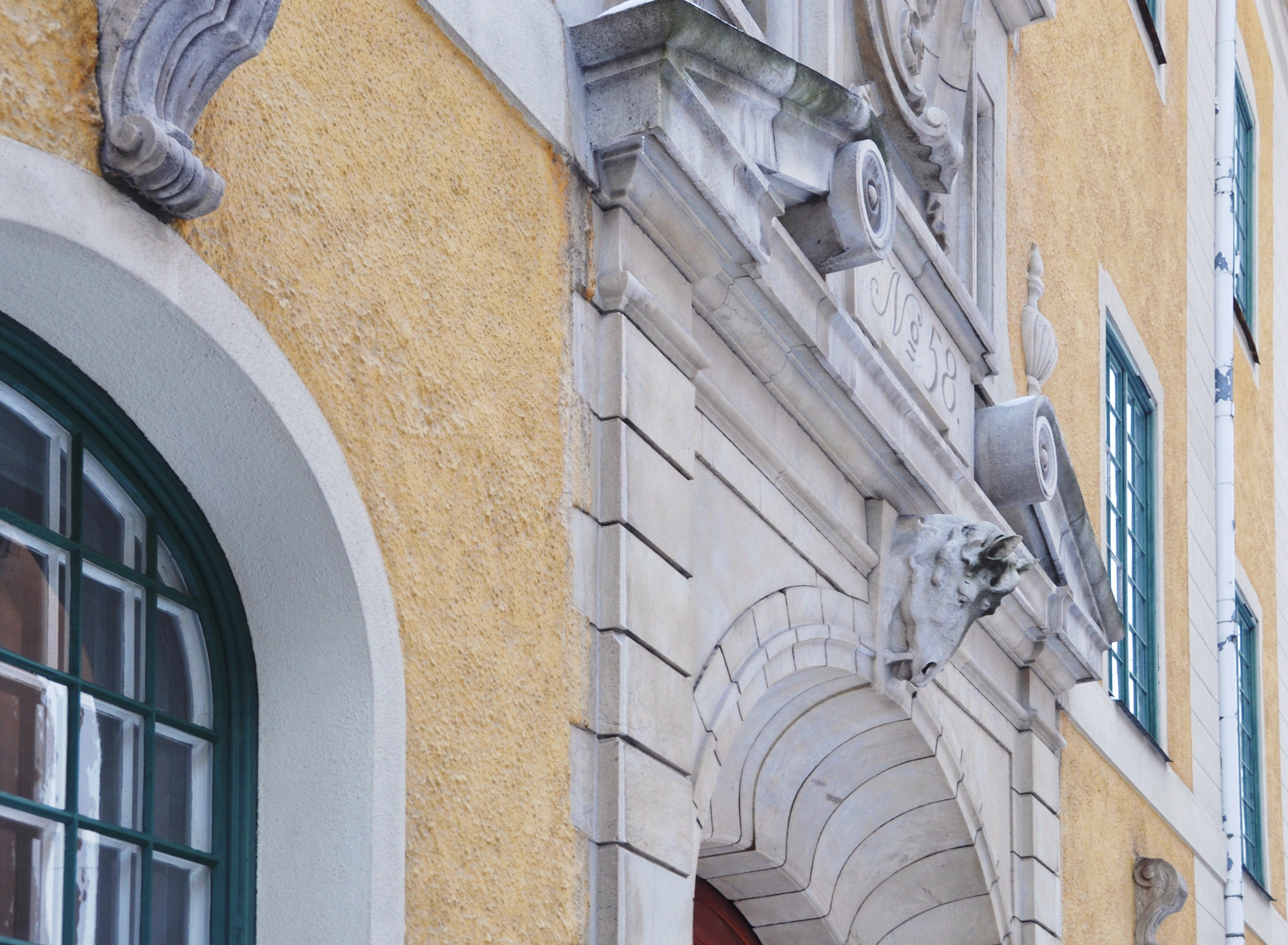
Tête de cheval au-dessus de la porte du côté de Storgatan.